# NCIS (18.ª temporada)

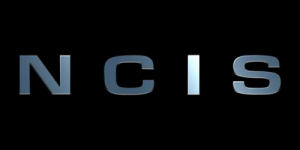
Logo NCIS

A décima oitava temporada de NCIS, uma série de televisão dramática processual da polícia americana, originalmente exibida na CBS de 17 de novembro de 2020 a 25 de maio de 2021 nos EUA. A temporada contém 16 episódios, sendo a mais curta da série, e inclui o 400º episódio da série. A temporada foi produzida pela Belisarius Productions e CBS Studios.
A série gira em volta da equipe ficcional de agentes especiais do NCIS, o qual conduzem investigações criminais envolvendo a Marinha dos Estados Unidos e o Corpo de Fuzileiros Navais dos Estados Unidos.
A série é estrelada por Mark Harmon, Sean Murray, Wilmer Valderrama, Emily Wickersham, Maria Bello, Brian Dietzen, Diona Reasonover, Rocky Carroll e David McCallum.
Em 15 de abril de 2021 NCIS foi renovada para a 19ª temporada.

## Elenco
| Participante | Participante | Participante | Participante | Participante | Participante |
| ------------ | ------------ | ------------ | ------------ | ------------ | ------------ |
|              | Principal    |              | Recorrente   |              | Convidado    |

| Personagem               | Ator/atriz               | Cargo                                                                | Cargo |
| ------------------------ | ------------------------ | -------------------------------------------------------------------- | ----- |
| Leroy Jethro Gibbs       | Mark Harmon              | Agente Especial Supervisor                                           |       |
| Timothy McGee            | Sean Murray              | Agente Especial Sênior                                               |       |
| Eleanor "Ellie" Bishop   | Emily Wickersham         | Agente Especial                                                      |       |
| Leon Vance               | Rocky Carroll            | Diretor do NCIS                                                      |       |
| Donald "Ducky" Mallard   | David McCallum           | Historiador do NCIS e Ex-Médico Legista Chefe                        |       |
| Jimmy Palmer             | Brian Dietzen            | Médico Legista                                                       |       |
| Nicholas "Nick" Torres   | Wilmer Valderrama        | Agente Especial                                                      |       |
| Jacqueline "Jack" Sloane | Maria Bello              | Agente Especial e Analista Comportamental (até o episódio nº 8)      |       |
| Kasie Hines              | Diona Reasonover         | Analista forense                                                     |       |
| Tobias Fornell           | Joe Spano                | Investigador particular e ex-Agente Senior do FBI                    |       |
| Delilah Fielding-McGee   | Margo Harshman           | Analista de inteligência do Departamento de Defesa e esposa de McGee |       |
| Emily Fornell            | Juliette Angelo          | Filha de Tobias Fornell                                              |       |
| Grace Confalone          | Laura San Giacomo        | Psicóloga                                                            |       |
| Marcie Warren            | Pam Dawber               | Jornalista Investigativa                                             |       |
| Merriweather             | Nick Boraine             | Alvo do NCIS                                                         |       |
| Eugene Coyle             | Hugo Armstrong           | Inspetor Geral do NCIS                                               |       |
| Veronica Tyler           | Victoria Gabrielle Platt | Agente Especial do NCIS                                              |       |
| Leroy Jethro Gibbs       | Sean Harmon              | Jovem Gibbs                                                          |       |
| Donald "Ducky" Mallard   | Adam Campbell            | Jovem "Ducky"                                                        |       |
| Odette Malone            | Elayn J. Taylor          | Ex-agente da CIA                                                     |       |
| Phineas                  | Jack Fisher              | Filho de Sarah e sobrinho de Micki Kaydar                            |       |
| Micki Kaydar             | Karri Turner             | Tia de Phineas                                                       |       |
| Jessica Knight           | Katrina Law              | Agente Especial do NCIS                                              |       |
| Miguel Torres            | Steven Bauer             | pai de Nick Torres                                                   |       |
| Moses McClaine           | William Allen Young      | Secretário de Defesa dos EUA                                         |       |
| Dale Sawyer              | Zane Holtz               | Agente Especial do NCIS                                              |       |
| Pamela Walsh             | Tijuana Ricks            | Agente da CIA                                                        |       |
| Tom Dalton               | Chris Browning           | Agente Especial NCIS REACT                                           |       |

## Episódios
A décima oitava temporada de NCIS foi a última temporada de Maria Bello como regular.
O final da temporada também serve como a última aparição de Emily Wickersham como Eleanor Bishop. Wickersham deixa a série após 8 anos.
A décima oitava temporada de NCIS apresentou um arco dramático, formado pelos primeiros cinco episódios, focado na busca de Gibbs e Fornell pelo traficante de drogas Merriweather. Esse arco foi temporalmente deslocado em relação à cronologia convencional da série, com seu início situado na mesma época do episódio nº 8 da décima sétima temporada ("Musical Chairs") e o término localizado em Março de 2020 (conforme informado no primeiro episódio da décima oitava temporada). A razão do deslocamento temporal foi a necessidade de situar as ações em período anterior à pandemia do COVID-19. A partir do sexto episódio a temporada retomou a cronologia normal.
Os fatos mais relevantes da temporada foram as saídas definitivas das personagens Jack Sloane (Maria Bello) e Eleanor Bishop (Emily Wickersham) e o afastamento disciplinar de Gibbs de suas funções no NCIS, bem como a primeira aparição de Jessica Knight (Katrina Law).
Durante a décima oitava temporada foi exibido o episódio nº 400 da série.
| Seq. | Episódios | Título                       | Direção            | Escrito por                                            | Data de exibição       | Audiência EUA (em milhões) |
| --- | --------- | ---------------------------- | ------------------ | ------------------------------------------------------ | ---------------------- | -------------------------- |
| 399 | 1         | "Temporada do Esturjão"      | Michael Zinberg    | Scott Williams                                         | 17 de novembro de 2020 | 10,35                      |
| Enquanto a equipe tenta descobrir o paradeiro de um corpo desaparecido, Gibbs ajuda Fornell a rastrear o líder da quadrilha de drogas que fornecia opióides para Emily, filha de Fornell (ver 16x24 "Filhas" e 17x08 "Cadeiras Musicais"). |           |                              |                    |                                                        |                        |                            |
| 400 | 2         | "Tudo começa em algum lugar" | Terrence O'Hara    | Steven D. Binder                                       | 24 de novembro de 2020 | 10,15                      |
| A descoberta de um cadáver no porão da sede do NCIS está ligada a um grupo que Gibbs investigou em seu passado. Flashbacks revelam como Gibbs foi apresentado a Ducky e à agência. Observação: episódio nº 400. |           |                              |                    |                                                        |                        |                            |
| 401 | 3         | "Sangue e tesouro"           | Diana Valentine    | Christopher J. Walid                                   | 8 de dezembro de 2020  | 8,53                       |
| Uma investigação de assassinato está ligada a uma caça ao tesouro de anos. A equipe investiga enquanto se recuperava de sua noite de bebedeira. Além disso, Gibbs e Fornell continuam sua investigação secreta sobre a quadrilha de drogas, com Fornell disfarçado como funcionário de um restaurante de fast food. |           |                              |                    |                                                        |                        |                            |
| 402 | 4         | "Queimadura Solar"           | Rocky Carroll      | Marco Schnabel                                         | 19 de janeiro de 2021  | 9,63                       |
| As férias de McGee e Delilah nas Bahamas se transformam em uma missão de alto risco quando um caso que o NCIS está rastreando de um gerente de sala de fuga morto tem ligações com a ilha. Gibbs teme o pior quando sua busca por Fornell leva a sangue. |           |                              |                    |                                                        |                        |                            |
| 403 | 5         | "Cabeça da Cobra"            | Tawnia McKiernan   | Brendan Fehily e David J. North                        | 19 de janeiro de 2021  | 8,74                       |
| A cruzada de Gibbs e Fornell para encontrar o chefe da quadrilha de drogas responsável pela overdose da filha de Fornell, Emily, chega ao clímax. Além disso, Gibbs e Vance finalmente informam a equipe sobre um caso que tem implicações perigosas. |           |                              |                    |                                                        |                        |                            |
| 404 | 6         | "1 mm"                       | Diana Valentine    | Gina Lucita Monreal                                    | 26 de janeiro de 2021  | 10,02                      |
| Seguindo uma pista sobre contrabando de armas, Bishop e Torres se envolvem em um tiroteio na residência de um ex-xerife que agora é um local histórico, apenas para se encontrarem trancados em celas abandonadas lá. |           |                              |                    |                                                        |                        |                            |
| 405 | 7         | "O primeiro dia"             | James Whitmore Jr. | Margaret Rose Lester                                   | 9 de fevereiro de 2021 | 9,74                       |
| A equipe do NCIS investiga o assassinato de um oficial da Marinha que foi morto enquanto dirigia para casa por um presidiário recém-libertado. Além disso, Gibbs ajuda Palmer a lidar com um trauma pessoal. |           |                              |                    |                                                        |                        |                            |
| 406 | 8         | "Verdadeiro crente"          | Terrence O'Hara    | Jill Weinberger                                        | 2 de março de 2021     | 9,60                       |
| No Afeganistão, um ônibus é encontrado deserto, o motorista morto; quatro crianças e seu acompanhante estão desaparecidos. A única pista: “Sloane NCIS” escrito em uma janela. Enquanto isso o resto da equipe tenta determinar quem matou um hacktivista que vazou as coordenadas do GPS do ônibus para o Talibã, que não quer que as meninas frequentem a escola. Vance acaba trazendo o caso para a equipe, mesmo não sendo jurisdição do NCIS. No Afeganistão, Sloane se reencontra com Darya, uma mulher que a ajudou durante seu período torturante lá. A morte de Darya nas mãos de terroristas é a gota d'água para que Sloane emocionalmente exausta, decida se afastar do NCIS. Observação: o episódio marca a saída de Maria Bello da série.                                                                                        |           |                              |                    |                                                        |                        |                            |
| 407 | 9         | "Frio do inverno"            | Michael Zinberg    | Scott Williams                                         | 9 de março de 2021     | 9,77                       |
| Quando um oficial da marinha é encontrado morto em um caminhão congelador, a equipe fica presa no meio de uma batalha entre dois food trucks concorrentes. Enquanto isso, depois que Sloane partiu para o Afeganistão, Gibbs conforta Fornell quando sua filha Emily morre de uma recaída das drogas. |           |                              |                    |                                                        |                        |                            |
| 408 | 10        | "Cão de guarda"              | Diana Valentine    | Brendan Fehily e David J. North                        | 16 de março de 2021    | 9,98                       |
| Quando um pitbull perdido acidentalmente tomba um comboio da marinha com um míssil carregado, a equipe descobre que o cão foi abusado. Gibbs confronta o agressor com força, o que o leva à prisão. O resto da equipe tenta provar a inocência de Gibbs e prender o abusador de cães, mas embora tenham sucesso, Gibbs confessa seu papel no ataque ao Inspetor Geral. Como tal, Vance é forçado a suspender Gibbs indefinidamente. |           |                              |                    |                                                        |                        |                            |
| 409 | 11        | "Soco intestinal"            | Rocky Carroll      | Christopher J. Waild                                   | 6 de abril de 2021     | 10,26                      |
| Como punição por suas ações no caso contra Gibbs, a equipe é designada para serem oficiais da COVID em um evento que o Secretário de Defesa está organizando com o governo do Iêmen, enquanto agentes do turno da noite lideram uma investigação de assassinato. McGee, Bishop e Torres descobrem uma ligação entre esse caso e o evento do SecDef, e mais tarde têm que intervir quando descobrem que o SecDef foi alvejado por um assassino. Enquanto isso, Gibbs é recebido na lanchonete pela repórter investigativa Marcie Warren (Pam Dawber) e relutantemente conta a ela a verdade sobre seu confronto com Stana. Com a história para o público, Vance visita Gibbs e diz que ele não pode salvá-lo das consequências desta vez. |           |                              |                    |                                                        |                        |                            |
| 410 | 12        | "Sangre"                     | James Whitmore Jr. | Marco Schnabel                                         | 27 de abril de 2021    | 8,56                       |
| O principal suspeito da morte de um sargento da Marinha em uma visitação pública é o pai de Nick, que o abandonou quando ele era jovem. Enquanto isso, Gibbs aproveita a oportunidade para se ocupar das tarefas domésticas enquanto está suspenso da agência. |           |                              |                    |                                                        |                        |                            |
| 411 | 13        | "Ma Conduta"                 | Tawnia McKiernan   | Brendan Fehily e Margaret Rose Lester e David J. North | 4 de maio de 2021      | 9,70                       |
| Quando um fuzileiro naval colidiu com um carro preto. O grupo descobriu que ele é apenas um obstáculo para o verdadeiro alvo, que é seu amigo, que é uma testemunha chave do desfalque, alegando que Gibbs vai de fato testemunhar contra o perpetrador, no entanto, existe o risco de o amigo ter levado um tiro. A má credibilidade de casa, e de Gibbs (do incidente com o cachorro) poderia arriscar o julgamento. O autor do crime foi declarado culpado pelo desfalque, mas conseguiram prendê-lo e à sua esposa pelo assassinato da testemunha principal e do seu amigo. |           |                              |                    |                                                        |                        |                            |
| 412 | 14        | "Melhorias Invisíveis"       | Diana Valentine    | Steven D. Binder e Scott Williams                      | 11 de maio de 2021     | 8,94                       |
| A investigação do NCIS sobre o assassinato de um capitão no Centro de Comando Militar Nacional os leva a Hassan Sayegh, o tio biológico do ex-vizinho de Gibbs, Phineas (Jack Fisher). Hassan estava atrás do laptop do capitão para invadir a história do caso NCIS para que ele pudesse chegar a Phineas depois de causar o acidente do carro de seus pais adotivos. Phineas corre para a casa de Gibbs e se liga a Lucy. A equipe prende Hassan, mas não antes de ele revelar que seu próprio filho precisa de um transplante de medula óssea, que Phineas concorda em doar, e Gibbs permite que Phineas leve Lucy para casa. Em outro lugar, Torres e Bishop concordam em discutir seus aparentes sentimentos um pelo outro após o interrogatório de Palmer e Kasie.                                                                       |           |                              |                    |                                                        |                        |                            |
| 413 | 15        | "Blown Away"                 | Michael Zinberg    | Marco Schnabel e Christopher J. Waild                  | 18 de maio de 2021     | 8,73                       |
| Uma equipe da NCIS REACT é morta em uma explosão depois que a agente Jessica Knight (Katrina Law) consegue falar com éxito com um refém. Knight se junta à equipe de McGee na investigação, o que os leva à revelação de que a equipe REACT foi o alvo o tempo todo. Em outro lugar, Gibbs analisa o trabalho investigativo deixado para ele por Marcie Warren, o que os leva a investigar um caso arquivado fora dos livros. Primeira aparição de: Jessica Knight |           |                              |                    |                                                        |                        |                            |
| 414 | 16        | "Regra 91"                   | Diana Valentine    | David J. North e Brendan Fehily                        | 25 de maio de 2021     | 8,50                       |
| Enquanto perseguia um perigoso traficante de armas, a equipe fica chocada quando Bishop é implicada em um antigo vazamento da NSA. McGee e Knight tentam provar sua inocência, mas, no final das contas, Bishop revela a Vance sua cumplicidade e pede demissão. Torres percebe que a saída de Bishop foi uma manobra planejada entre ela e Odette Malone, a fim de colocá-la em uma missão de longo prazo que exigia que ela fosse uma "agente desgraçada do NCIS". Os dois trocam um beijo de despedida após uma intensa discussão. Enquanto isso, Gibbs e Marcie percebem que o assassino que estão rastreando pode estar atrás deles. O episódio termina com o barco recém-concluído de Gibbs, chamado "Regra 91", explodindo e Gibbs nadando para longe dos destroços. Observação: o episódio marca a saída de Emily Wickersham da série. |           |                              |                    |                                                        |                        |                            |

## Produção

### Desenvolvimento
A temporada foi encomendada em 6 de maio de 2020. Em 3 de junho de 2020, Steven D. Binder anunciou que os roteiristas começaram a trabalhar na temporada. Em 12 de agosto de 2020, foi anunciado que a CBS Television Studios havia assinado um acordo com o grupo consultivo de aplicação da lei 21CP Solutions, para consultar sobre seu crime e dramas jurídicos, que inclui NCIS . 21CP Solutions ajudará a série 'a retratar com mais precisão a aplicação da lei; isso aconteceu depois dos protestos de George Floyd , que levaram a indústria da televisão a repensar seu retrato da aplicação da lei. Em 21 de setembro de 2020, foi anunciado que a temporada começaria explorando onde Gibbs, interpretado pela estrela da série Mark Harmon , desapareceu durante o episódio "Musical Chairs" da temporada anterior , antes de retornar aos dias atuais. Em 27 de outubro de 2020, foi anunciado que a temporada conteria dezesseis episódios.

### Filmagens
O planejado vigésimo primeiro episódio da décima sétima temporada, que foi adiado devido ao encerramento da produção da temporada devido à Pandemia de COVID-19 , está definido para ser o primeiro episódio filmado da décima oitava temporada. O planejado vigésimo segundo episódio da décima sétima temporada, que teria sido o 400º episódio da série, está programado para ser filmado e exibido em segundo lugar, o que o manterá como o 400º episódio. Em 13 de agosto de 2020, foi anunciado que NCIS tinha sido atribuída a data de início provisória de 9 de setembro de 2020 para iniciar a produção na temporada. A produção será feita sob estritos protocolos COVID-19 , e a série continuará a ser filmada em Los Angeles.

### Elenco
Em 6 de maio de 2020, foi anunciado que Harmon havia fechado um novo acordo com a CBS Television Studios. Em 24 de julho de 2020, foi anunciado que Maria Bello regular da série deixaria a série durante a temporada, e aparecerá em oito episódios para encerrar a história de sua personagem. Em 9 de setembro de 2020, foi anunciado que o filho de Harmon, Sean, retornaria no episódio dois como uma versão mais jovem do personagem de seu pai. Em 21 de outubro de 2020, foi anunciado que Adam Campbell também voltaria no episódio dois, como uma versão mais jovem de Ducky.

### Liberação
A temporada está programada para estrear durante a temporada de televisão de 2020-21, como parte da programação da CBS na terça-feira com o FBI e o FBI: Most Wanted. Em 26 de agosto de 2020, foi anunciado que a CBS esperava começar a transmitir a temporada em novembro de 2020. Em 13 de outubro de 2020, foi anunciado que a temporada iria estrear em 17 de novembro de 2020.

### Recepção

#### Audiência
| №  | Título                        | Exibição original      | Rating/share (18–49) | Audiência (em milhões) | DVR (18–49)    | Audiência em DVR (milhões) | Total (18–49)  | Audiência total (em milhões) |
| -- | ----------------------------- | ---------------------- | -------------------- | ---------------------- | -------------- | -------------------------- | -------------- | ---------------------------- |
| 1  | "Sturgeon Season"             | 17 de novembro de 2020 | 0.9/6                | 10.35                  | 0.4            | 2.97                       | 1.4            | 13.37                        |
| 2  | "Everything Starts Somewhere" | 24 de novembro de 2020 | 0.9/6                | 10.15                  | N/A            | N/A                        | N/A            | N/A                          |
| 3  | "Blood and Treasure"          | 8 de dezembro de 2020  | 0.7/4                | 8.53                   | 0.5            | 3.21                       | 1.2            | 11.74                        |
| 4  | "Sunburn"                     | 19 de janeiro de 2021  | 0.8/4                | 9.63                   | N/A            | N/A                        | N/A            | N/A                          |
| 5  | "Head of the Snake"           | 19 de janeiro de 2021  | 0.8/4                | 8.74                   | N/A            | N/A                        | N/A            | N/A                          |
| 6  | "1mm"                         | 26 de janeiro de 2021  | 1.0/6                | 10.02                  | N/A            | N/A                        | N/A            | N/A                          |
| 7  | "The First Day"               | 9 de fevereiro de 2021 | 0.9/5                | 9.74                   | 0.5            | 3.37                       | 1.4            | 13.12                        |
| 8  | "True Believer"               | 2 de março de 2021     | 0.8/4                | 9.60                   | 0.5            | por determinar             | por determinar | por determinar               |
| 9  | "Winter Chill"                | 9 de março de 2021     | 0.8/4                | 9.77                   | por determinar | por determinar             | por determinar | por determinar               |
| 10 | "Watchdog"                    | 16 de março de 2021    | 0.9/4                | 9.98                   | por determinar | por determinar             | por determinar | por determinar               |
| 11 | "Gut Punch"                   | 6 de abril de 2021     | 1.0/7                | 10.26                  | por determinar | por determinar             | por determinar | por determinar               |
| 12 | "Sangre"                      | 27 de abril de 2021    | 0.6/4                | 8.56                   | 0.3            | 2.24                       | 0.9            | 10.75                        |
| 13 | "Misconduct"                  | 4 de maio de 2021      | 0.8/6                | 9.70                   | 0.3            | 2.80                       | 1.1            | 12.44                        |
| 14 | "Unseen Improvements"         | 11 de maio de 2021     | 0.7/5                | 8.94                   | 0.4            | 3.02                       | 1.1            | 11.96                        |
| 15 | "Blown Away"                  | 18 de maio de 2021     | por determinar       | 8.73                   | por determinar | por determinar             | por determinar | por determinar               |